# 梅倫貝格的克羅蒂爾德

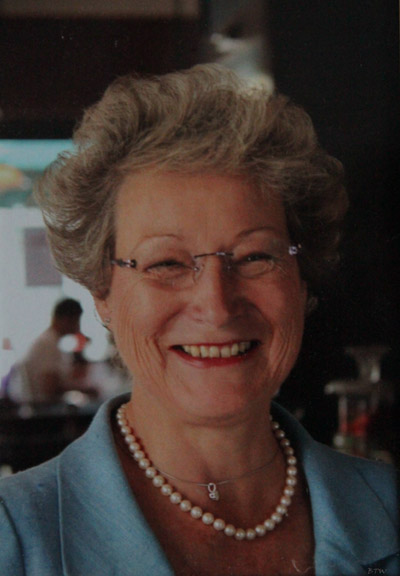
梅倫貝格的克羅蒂爾德

梅倫貝格的克羅蒂爾德（德語：Clotilde Gräfin von Merenberg，1941年5月14日出生），拿騷王朝現今唯一的父系成員，梅倫貝格的格奧爾格-米夏埃爾的女兒。

## 家庭
1965年，克羅蒂爾德與埃諾·馮·林特倫（Enno von Rintelen）結婚，兩人共有三個兒子：
1. 亞歷山大·埃諾（1966年出生）
2. 格奧爾格·尼庫勞斯（1970年出生）
3. 格雷格（1972年出生）